# 학교법인 미야자키 총합학원
학교법인 미야자키 총합학원(学校法人宮崎総合学院)은 일본 미야자키현 미야자키시에 있는 학교법인이다.